# Canton de Fiumorbo-Castello
Le canton de Fiumorbo-Castello est une division administrative française du département de la Haute-Corse créée par le décret du 26 février 2014 et entrant en vigueur lors des élections départementales de 2015.

## Histoire
Un nouveau découpage territorial de la Haute-Corse entre en vigueur à l'occasion des premières élections départementales suivant le décret du 17 février 2014. Les conseillers départementaux sont, à compter de ces élections, élus au scrutin majoritaire binominal mixte. Les électeurs de chaque canton élisent au Conseil départemental, nouvelle appellation du Conseil général, deux membres de sexe différent, qui se présentent en binôme de candidats. Les conseillers départementaux sont élus pour 6 ans au scrutin binominal majoritaire à deux tours, l'accès au second tour nécessitant 12,5 % des inscrits au 1er tour. En outre la totalité des conseillers départementaux est renouvelée. Ce nouveau mode de scrutin nécessite un redécoupage des cantons dont le nombre est divisé par deux avec arrondi à l'unité impaire supérieure si ce nombre n'est pas entier impair, assorti de conditions de seuils minimaux. Dans la Haute-Corse, le nombre de cantons passe ainsi de 30 à 15.
Le nouveau canton de Fiumorbo-Castello est entièrement inclus dans l'arrondissement de Corte. Le bureau centralisateur est situé à Prunelli-di-Fiumorbo.

## Représentation
| Période élective | Période élective | Mandat | Mandat   | Identité                   | Nuance | Nuance | Qualité                                       |
| ---------------- | ---------------- | ------ | -------- | -------------------------- | ------ | ------ | --------------------------------------------- |
| 2015             | 2021             | 2015   | en cours | Marinette Filippi          |        | DVD    | Fonctionnaire territoriale, maire de Pietroso |
| 2015             | 2021             | 2015   | en cours | Pierre Simeon De Buochberg |        | DVD    | Maire de Prunelli-di-Fiumorbo                 |

À l'issue du 1er tour des élections départementales de 2015, deux binômes sont en ballotage : Marinette Filippi et Pierre Simeon De Buochberg (DVD, 44,98 %) et Angèle Manfredi et François Tiberi (DVG, 37,85 %). Le taux de participation est de 72,13 % (5 766 votants sur 7 994 inscrits) contre 56,69 % au niveau départementalet 50,17 % au niveau national.
Au second tour, Marinette Filippi et Pierre Simeon De Buochberg (DVD) sont élus avec 51,94 % des suffrages exprimés et un taux de participation de 76,76 % (3 095 voix pour 6 133 votants et 7 990 inscrits).

## Composition
Le canton de Fiumorbo-Castello comprend quatorze communes entières.
| Nom                                          | Code Insee | Intercommunalité         | Superficie (km2) | Population (dernière pop. légale) | Densité (hab./km2) | Modifier                                    |
| -------------------------------------------- | ---------- | ------------------------ | ---------------- | --------------------------------- | ------------------ | ------------------------------------------- |
| Prunelli-di-Fiumorbo (bureau centralisateur) | 2B251      | CC de Fium'orbu Castellu | 37,41            | 3 736 (2022)                      | 100                | modifier les données · modifier les données |
| Chisa                                        | 2B366      | CC de Fium'orbu Castellu | 28,92            | 106 (2022)                        | 3,7                | modifier les données · modifier les données |
| Ghisoni                                      | 2B124      | CC de Fium'orbu Castellu | 124,60           | 194 (2022)                        | 1,6                | modifier les données · modifier les données |
| Isolaccio-di-Fiumorbo                        | 2B135      | CC de Fium'orbu Castellu | 40,89            | 332 (2022)                        | 8,1                | modifier les données · modifier les données |
| Lugo-di-Nazza                                | 2B149      | CC de Fium'orbu Castellu | 25,41            | 85 (2022)                         | 3,3                | modifier les données · modifier les données |
| Noceta                                       | 2B177      | CC du Centre Corse       | 18,66            | 68 (2022)                         | 3,6                | modifier les données · modifier les données |
| Pietroso                                     | 2B229      | CC de Fium'orbu Castellu | 25,76            | 350 (2022)                        | 14                 | modifier les données · modifier les données |
| Poggio-di-Nazza                              | 2B236      | CC de Fium'orbu Castellu | 32,79            | 186 (2022)                        | 5,7                | modifier les données · modifier les données |
| Rospigliani                                  | 2B263      | CC du Centre Corse       | 9,82             | 70 (2022)                         | 7,1                | modifier les données · modifier les données |
| San-Gavino-di-Fiumorbo                       | 2B365      | CC de Fium'orbu Castellu | 22,17            | 100 (2022)                        | 4,5                | modifier les données · modifier les données |
| Serra-di-Fiumorbo                            | 2B277      | CC de Fium'orbu Castellu | 43,20            | 349 (2022)                        | 8,1                | modifier les données · modifier les données |
| Solaro                                       | 2B283      | CC de Fium'orbu Castellu | 93,36            | 734 (2022)                        | 7,9                | modifier les données · modifier les données |
| Ventiseri                                    | 2B342      | CC de Fium'orbu Castellu | 46,70            | 2 593 (2022)                      | 56                 | modifier les données · modifier les données |
| Vezzani                                      | 2B347      | CC de Fium'orbu Castellu | 46,32            | 269 (2022)                        | 5,8                | modifier les données · modifier les données |
| Canton de Fiumorbo-Castello                  | 2B12       |                          | 596,01           | 9 172 (2022)                      | 15                 | modifier les données                        |

## Démographie
En 2022, le canton comptait 9 172 habitants, en évolution de +3,52 % par rapport à 2016 (Haute-Corse : +5,15 %, France hors Mayotte : +2,11 %).
| 2013  | 2018  | 2022  |
| ----- | ----- | ----- |
| 8 729 | 8 879 | 9 172 |